# Жерарме (озеро)
Жерарме  (фр. Lac de Gérardmer) — льодовикове озеро в місті Жерарме, Вогези, Франція. Розташоване у гірському хребті Вогези на висоті 660 м. З площею поверхні 1,16 км² це найбільше природне озеро в гірському масиві Вогези.